# Idrogenofosfato di potassio
L'idrogenofosfato di potassio (o fosfato di potassio bibasico o fosfato dipotassico) è un sale di potassio dell'acido fosforico.
A temperatura ambiente si presenta come un solido bianco inodore. Generalmente cristallizza come triidrato, avente formula K2HPO4 · 3H2O.